# تيم د. وايت
تيم د. وايت (بالإنجليزية: Tim D. White)‏ هو إحاثي أمريكي، ولد في 24 أغسطس 1950 في لوس أنجلوس في الولايات المتحدة.

## وصلات خارجية
- تيم د. وايت على موقع الموسوعة البريطانية (الإنجليزية)